# Чарлз Ингълс
Чарлз Едуард Ингълс (на английски: Charles Edward Inglis) е английски строителен инженер и просветен деец.

## Биография
Роден е на 31 юли 1875 година в Устър, графство Устършър, Великобритания, в семейството на лекар. Завършва Кеймбриджкия университет, където преподава през голяма част от живота си. По време на Първата световна война служи в Корпуса на кралските инженери. Там създава типов проект за преносим сглобяем мост, който намира широко приложение и е наречен на негово име. След войната оглавява Инженерния отдел на Кеймбриджкия университет, който под негово ръководство се превръща в едно от най-престижните технически училища в света.
Умира на 19 април 1952 година в Саутуоулд, графство Съфолк, на 76-годишна възраст.